# 22875 Lanejackson
22875 Lanejackson este un asteroid din centura principală de asteroizi.

## Descriere
22875 Lanejackson este un asteroid din centura principală de asteroizi. A fost descoperit pe 8 septembrie 1999 la Socorro, New Mexico, în cadrul proiectului LINEAR. Asteroidul prezintă o orbită caracterizată de o semiaxă mare de 2,26 ua, o excentricitate de 0,10 și o înclinație de 6,6° în raport cu ecliptica.